# Adam Dohnálek
Adam Dohnálek (* 4. července 2004 Přerov) je český profesionální fotbalista, který hraje na pozici středního obránce za český klub SK Sigma Olomouc a za český národní tým do 20 let.

## Klubová kariéra
Dohnálek začínal s fotbalem v klubu 1. FC Viktorie Přerov, odkud se v mladém věku přesunul do akademie Sigmy Olomouc. V sezóně 2022/23 debutoval v dospělém fotbale, když nastoupil za rezervní tým Hanáků ve druhé lize.
V létě 2023 odešel na hostování do třetiligového klubu SK Hranice, kde sbíral herní praxi. Již v zimě se však vrátil do rezervy Sigmy Olomouc a pomohl týmu k druhému místu v sezóně 2023/24 ve druhé nejvyšší české soutěži.
Po úspěšném působení v B-týmu se v létě 2024 přesunul do A-mužstva Olomouce pod vedením trenéra Tomáše Janotky. Dohnálek se stal stabilním členem základní sestavy a nastoupil do úvodních osmi ligových zápasů. Dne 22. září 2024 byl vyloučen v 6. minutě utkání proti Dukle Praha, Sigma však i v oslabení zvítězila 2:1. Dne 24. listopadu 2024 vstřelil svůj první ligový gól v utkání proti Slovanu Liberec.

## Reprezentační kariéra
Dohnálek od roku 2024 nastupuje v českých mládežnických reprezentacích.